# Tégelyacélgyártás

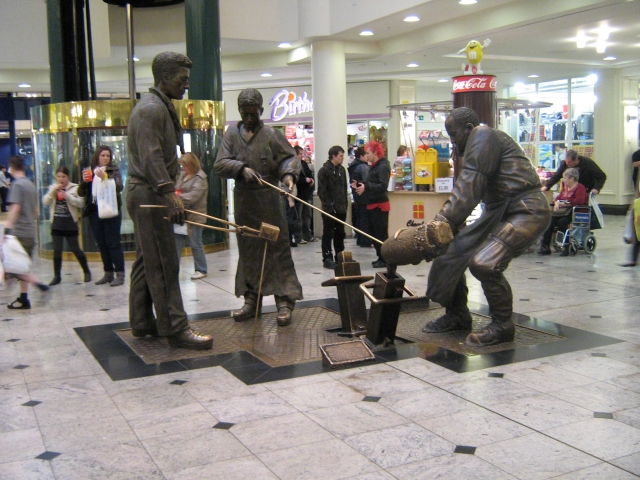
Tégelyacél öntése (Robin Bell szobra, Sheffield)

A tégelyacélgyártást 1740-ben találta fel Benjamin Huntsman, német származású angol órásmester. A Réaumur által kifejlesztett cementálási eljárás során a lágy acélrudak felülete keményebb lett, de a karbon (szén) eloszlása igen egyenlőtlen volt. Hunstman az átolvasztó módszerével eredetileg ezt az egyenlőtlen eloszlást kívánta homogenizálni, hogy jó minőségű acél alapanyagot kapjon például az órarugóihoz. A frisstűzben előfinomított, 10–20 kilogrammnyi acélt fedett tégelyben olvasztották, a szükséges hőmérsékletet faszén-, koksz-, később gáztüzeléssel biztosították. Egy kemencében több tégelyt is elhelyeztek. Az eljárás voltaképpen nem is annyira acélgyártó, mint inkább acélfinomító, nemesítő eljárás. Ezzel a módszerrel kezdődött az ötvözött acélok gyártása, például az első, ún, önedző Mushet-acél, a W- és Cr-ötvözésű gyorsacél, a Böhler-féle rapidacél és több más ötvözött acélfajta előállításával.
A tégelyacél tömörségét és gáztalanságát annak köszönhette, hogy a zárt, salakító anyaggal (pl. üvegpor) lefedett, agyag- vagy grafitkeverék tégelyekbe rakott frisstűzi acélhoz az eljárás során semmiféle szennyező anyag nem férhetett, másrészt a megolvadt betétet mintegy fél óráig állni hagyták a nagy hőmérsékletű kemence, illetőleg a tégely tiszta atmoszférájában. Ebből következik, hogy a tégelyben tulajdonképpen nem alakulhatott ki frissítő folyamat, mert hiányzott hozzá az oxidáló anyag, így csak a már korábban más módszerrel (fristűzzel) előállított kész acélanyagok finomításáról volt szó. Ez a termék volt az első folyékony acél, amit az öntött acélnak (Guss-stahl) nevezték, és ez később, a folytacélok (Bessemer-acél, Martin-acél) gyártása kezdeti időszakában némi zavarokat okozott.
A tégelyacélgyártás elsősorban Angliában, később Németországban terjedt el és fejlődött, és közel kétszáz évig fennmaradt. A tégelyben gyártott, illetőleg finomított szerszámacélok révén főlég az angol finomacél világszerte híres és keresett lett. A tégelyacélból kezdetben kicsiny darabokat öntöttek, a  nagyobb tömegű tégelyacéltuskók öntését az esseni Krupp-gyárban oldották meg, amiket kovácsolással és hengerléssel dolgoztak fel. A tégelyacél készítése eleinte faszén-, majd koksztüzelésű, levegőfújtatású kemencékben történt, a tégelyek agyagból, grafitból készültek. A tüzelés módja a 19. század közepétől (1861) változott meg, amikor a Siemens-féle szabadalom alapján a gáztüzelést, illetve a váltólégjárású (regeneratív tüzelésű) kemencéket kezdték használni, és a tégelyacélgyártás ettől kezdve terjedt el szélesebb körben, majd csak a villamos acélgyártás szorította háttérbe a minőségi, ötvözött acélok előállítása terén. Magyarországon az első tégelyacélművet Prakfalván, a Csáky grófság vasgyárában helyezték üzembe a kiegyezés után, Resicán 1889-ben, Diósgyőrben 1897-ben kezdték el a tégelyacél gyártását.